# Сьеамансбифф
Сьеамансбифф (швед. sjömansbiff («мясо по-флотски, стейк моряка, матросский стейк») — скандинавское блюдо из говядины, лука и картофеля, приготовленное в пиве, обычно в портере. Характерно для Швеции, Норвегии, Дании.
По желанию, мясо можно поджарить перед тем, как положить его в духовку: отбить с обеих сторон деревянным молотком, намазать горчицей. Посыпать слоями нарезанного картофеля и лука, залить мясным бульоном. Затем блюдо готовится под крышкой около 40 минут. Название происходит из-за того, что, поскольку все ингредиенты готовятся в одном блюде, стейк моряка был практичной едой, которую можно было приготовить на борту лодки. Причина, по которой для приготовления блюда использовалось пиво, заключалась в том, что пресная вода не всегда была доступна в море.
Термин «сьеамансбифф» известен с 1903 года